# Lucie Kadlecová
Lucie Kadlecová, rozená Szotkowská (* 31. prosince 1986), je česká florbalistka, bývalá reprezentantka, bronzová medailistka z Mistrovství světa 2011 a čtyřnásobná vicemistryně Česka. V nejvyšší české florbalové soutěži hrála v letech 2004 až 2011 za FbŠ Bohemians.

## Klubová kariéra
Kadlecová s florbalem začínala v klubu Royal Havířov (později Triumf Havířov), za který poprvé nastoupila v 2. lize žen v sezóně 2000/2001, ve které se probojovaly do baráže o postup do nejvyšší soutěže. V ročníku 2002/2003 již byla nejproduktivnější hráčkou 2. ligy. V další sezóně její tým přešel pod (také druholigové) Torpedo Havířov a Kadlecová zároveň na střídavém hostování v 1. SC SSK Vítkovice odehrála své první zápasy v 1. lize.
O rok později jako sedmnáctiletá odešla do Prahy a začala hrát za FbŠ Praha (v další sezóně přejmenované na FbŠ Bohemians). V týmu strávila sedm let, během kterých získaly čtyři vicemistrovské tituly (2005/2006, 2007/2008, 2009/2010 a 2010/2011) a tři bronzy. V sezónách 2006/2007 a 2007/2008 byla nejproduktivnější hráčkou týmu. Během ročníku 2011/2012 po úspěšném mistrovství světa náhle ukončila vrcholovou kariéru.
Po návratu do Havířova se v Torpedu stala kondiční trenérkou. V roce 2018 odehrála několik zápasů za ženský tým ve třetí nejvyšší lize (2. liga). Od roku 2021 již za Havířov, který mezitím postoupil o úroveň výše, hrála pravidelně. Spončila po sezóně 2022/2023, kdy byl tým rozpuštěn.

## Reprezentační kariéra
Kadlecová reprezentovala Česko na mistrovství světa juniorek v roce 2004.
Na ženském mistrovství hrála čtyřikrát mezi lety 2005 a 2011. Na posledním v roce 2011 byla po sestrách Adéle a Kamile Bočanových nejproduktivnější českou hráčkou. V zápase o třetí místo asistovala na vyrovnávací gól. Přispěla tak k prvnímu bronzu českých žen.
| Umístění         | Soutěž                                           |
| ---------------- | ------------------------------------------------ |
| 5.               | Mistrovství světa ve florbale žen do 19 let 2004 |
| 7.               | Mistrovství světa ve florbale žen 2005           |
| 5.               | Mistrovství světa ve florbale žen 2007           |
| 4.               | Mistrovství světa ve florbale žen 2009           |
| Bronzová medaile | Mistrovství světa ve florbale žen 2011           |